# 8816 Gamow
8816 Gamow (1984 YN1) là một tiểu hành tinh vành đai chính được phát hiện ngày 17 tháng 12 năm 1984 bởi Lyudmila Georgievna Karachkina ở Đài vật lý thiên văn Crimean. Nó được đặt theo tên Russian-Ukrainian scientist George Gamow.